# Mauren
Mauren je obec v Lichtenštejnsku. Žije zde přibližně přibližně 4 400 obyvatel. První písemná zmínka pochází z roku 1178, obec je zde uváděna pod názvem Muron. První doklady osídlení se datují do doby 1 500 let před naším letopočtem. V obci se nachází památník historika a učitele Petera Kaisera (1793–1864).